# جبريل كوريا غوزمان
جبريل كوريا غوزمان (بالإسبانية: Gabriel Correa Guzmán)‏ هو عارض فنزويلي، ولد في 17 فبراير 1989 في ماراكاي في فنزويلا.